# 쇼카손주쿠

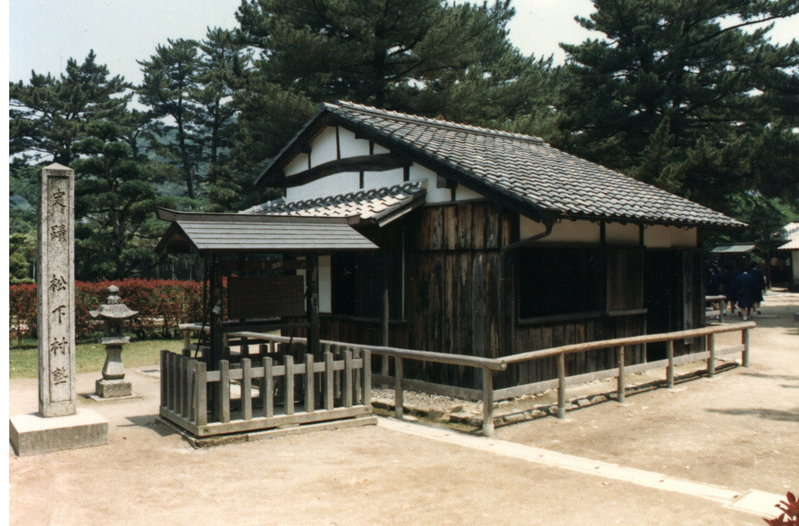
쇼카손주쿠 유적(당시 평옥(平屋) 양식이 남아있음)

쇼카손주쿠(일본어: 松下村塾 송하촌숙[*])는 조슈번사 다마키 분노신이 나가토국 하기성에 개설한 사설학당으로 원래 야마가류 병학을 가르치던 사숙이다. 설립자의 조카 요시다 쇼인이 재인수해 존왕양이, 즉 막부를 타도하고 천황을 중심으로 외세를 막아내자는 사상을 퍼뜨렸다. 기도 다카요시, 이토 히로부미, 다카스기 신사쿠 등 이른바 조슈번 유신 지사들이 모두 그의 제자로 쇼카손주쿠는 메이지 유신의 요람이 됐다.
1859년 이이 나오스케가 주도하는 안세이 대옥에서 요시다 쇼인이 처형당하며 1차로 폐쇄당하고 1868년 메이지 유신 후 부활했다가 1876년 순국군 내란이 일어나는 하기의 난 시기에 동문들이 휘말려 다시 폐교되었다. 1880년 요시다 쇼인의 친형 스기 민지가 재건했지만 1890년에 공표된 일황의 교육칙어로 완전 폐교됐다. 1922년 국가사적으로 지정됐다. 현재 쇼카손주쿠 유적에는 ‘메이지 유신의 태동지’라는 입석이 서있다.

## 연혁
1842년(텐포 13년) 다마키 분노신이 다다미 8첩 크기의 쇼카손주쿠(松下村塾)를 열어 13세의 조카 요시다 쇼인 등을 가르쳤다. 분노신은 전통 병법 전수자로서 엄격한 교육관을 가지고 있었는데, 하루는 쇼인이 수업 중에 모기를 쫓으려다 수업태도가 나쁘다고 얻어맞았다는 일화도 있다. 뒤이어 쇼인의 외삼촌인 구보 고로사에몬(久保五郎左衛門)이 다마키 교장에게 사숙을 인수해 아이들을 가르쳤다. 쇼카손주쿠는 무사의 자식이든 상민의 자식이든 가리지 않고 학생을 받았는데 반해 번립 학교인 메이린칸(明倫館)은 사족(사무라이) 신분이라야 입학이 가능했다. 그나마도 중인계급(武家奉公人,中間)은 물론 하급무사(卒族,軽輩,足輕)들도 불가능했다.
1857년(안세이 4년) 쇼카손주쿠 졸업 이후, 번립 학교인 메이린칸의 주쿠가시라(塾頭:학생주임)으로 전업하던 요시다 쇼인이 쇼카손주쿠를 인수했다. 쇼카손주쿠의 강사는 쇼인 외에 도미나가 유린(富永有隣: 하기의 난 때 반란에 실패해 참수)이 있었다. 창립 당시 전교생이 50명 정도였다. 유명한 문하생으로는 전국 막부 타도 운동(이하 도막운동)의 총대장 역할을 했던 구사카 겐즈이, 요시다 도시마로(吉田稔麿), 이리에 구이치(入江九一), 데라지마 다다사부로 등이 있었고, 이들이 도막 운동 중 희생되자 뒤이어 다카스기 신사쿠를 배출했다.
이들 동문들은 선후배간 지식과 신념을 전수했고 막내 이토 히로부미, 야마가타 아리토모, 시나가와 야지로, 야마다 아키요시, 노무라 기요시(野村靖), 마쓰모토 가나에(松本鼎), 오카베 도미타로(岡部富太郎), 마사키 다이조(正木退蔵) 등 후일 메이지 신정부의 수뇌부가 되는 조슈번 인재들을 길러냈다. 그 외 외부 출신 문하생으로는 마에바라 잇세이와 이다 도시노리(飯田俊徳), 와타나베 고조(渡辺蒿蔵, 후일 아마노 기요사부로-天野清三郎-로 개명), 마쓰우라 쇼도(松浦松洞), 마스노 도쿠민(増野徳民), 아리요시 구마지로(有吉熊次郎), 도키야마 나오하치(時山直八), 고마이 마사고로(駒井政五郎), 다마키 겐스케(玉木彦助), 이다 세이하쿠(飯田正伯), 스기야마 쇼스케(杉山松助), 구보 기요타로(久保 清太郎), 이쿠타 료스케(生田良佐), 사카이 지로(境二郎,본명:사이토 다테나오), 시시도 다마키(宍戸璣,본명:야마가타 한조) 등이 있다.
1858년(안세이 5년) 쇼인이 노야마 감옥(野山獄)에 재수감되던 때는 막부 말기의 혼란이 극에 달하고 전국적으로 수많은 존왕양이 운동이 일어나고 있었다. 쇼카손주쿠 학생들도 탈번해 전국의 막부 타도 운동에 몸을 던져 뿔뿔이 흩어졌고 학교는 폐교됐다.
1859년(안세이 6년) 도쿄로 압송된 요시다 쇼인이 음력 10월 27일 형장의 이슬로 사라졌다.(안세이 대옥)
1866년(게이오 2년) 기헤이타이 출신 마지마 호센(馬島甫仙), 가와이 소타(河合惣太) 등이 교수가 돼 학교를 다시 열었다.
1871년(메이지 4년) 쇼카손주쿠가 경영난을 겪자 설립자이자 초대 교장인 다마키 분노신이 교장으로 복귀해 학교를 자기 저택 안으로 옮겼다. 당시 건물을 포함 다마키의 자택이 현재 하기시에 유적으로 남아있다.
1876년(메이지 9년) 하기의 난의 주모자인 마에바라 잇세이의 선동으로 신정부에서 소외된 불만 사족들과 쇼카손주쿠 동문들이 결집해 난을 일으켰다. 순국군(殉国軍)으로 명명된 이들은 유신지사들의 억울함과 신정부의 잘못을 일황에게 죽음으로 간언하자는 의미로 결성됐으나 실패해 주요 동문들이 죽고 학교는 폐교됐다. 교장 다마키 분노신은 책임을 지고 할복했다.
1880년(메이지 13년) 故 요시다 쇼인의 친형인 스기 민지(杉民治,혹은 우메타로)가 다시 개교시켰다. 이후 신정부 교육 방침에 따라 교육 기관으로 운영되다 1890년 일황의 명으로 내려진 교육 칙어에 의해 폐교됐고 스기 민지도 은퇴했다.(1892년)

## 기타
- 가쓰라 고고로(후일의 기도 다카요시)는 쇼카손주쿠의 숙생도 외부 문하생도 아니었지만 번립 메이린칸 재학생 시절 요시다 쇼인의 지도를 받은 바 있다.
- 이노우에 가오루는 쇼카손주쿠 출신으로 오인되는 일이 많지만 다카스기, 구사카의 영향을 깊이 받았을 뿐 쇼인과 인연이 있었던 것은 아니다.
- 러일전쟁 때 여순항 포위 작전 사령관인 노기 마레스케는 쇼인의 삼촌 다마키 분노신의 사돈(노기의 친동생이 그 집 데릴사위)이었고 노기 자신도 다마키 댁에서 숙식한 바 있지만 쇼카손주쿠는 다니지 않았다.

## 사적지
하기시의 쇼인신사(松陰神社) 경내에 막부 말기 당시의 학교 건물이 현존하고 있다. 위에서 기술했듯 요시다 쇼인의 삼촌인 다마키 분노신의 저택이었던 해당 건물은 작은 규모의 목조 기와 한 채(平屋: 문서 윗 부분 사진 참조)로 설립 당시의 다다미 8첩(약 4평)이 10첩 반 크기(약 6평)로 커졌다. 그것도 학생이 늘어나 수용이 힘들자 후일 선배 중 하나인 나카타니 마사스케(中谷正亮)의 설계로 학생들이 직접 증축에 나섰다 한다.
1889년(메이지 22년) 사카이 지로(境二郎)가 왕년의 건물을 보존하자고 제안해 시나가와 야지로, 야마다 테루요시 등이 힘을 합쳐 기부금을 모았다. 학교 건물 기둥마다 옻칠(漆喰塗り)을 더하고 벽 흙을 더 발라 보수했다고 한다.
1922년(다이쇼 11년) 10월 12일 정부 지정 사적으로 지정되기는 하는데 야마구치현의 1925년 기록에는 보수 사실이 없이 막부 말기 건물 그 자체로 보존돼있다고 기록돼 있다.
2009년(헤이세이 21년) 1월 5일에는 메이지 일본의 산업혁명 유산 제철, 제강, 조선, 석탄산업 등록 경위(큐슈, 야마구치 근대화산업유산 군)의 하나로 세계유산 선정 리스트에 추록돼 2015년에 정식 등록됐다.

## 같이 보기
- 쇼인 신사(일본어판)